# The Phantom of the Opera (musical 1986)
(Phantom, Atto I, Scena V)
The Phantom of the Opera è un musical scritto da Andrew Lloyd Webber (musiche e libretto), Charles Hart (testi delle canzoni) e Richard Stilgoe (libretto e testi aggiuntivi). La storia, liberamente ispirata all'omonimo romanzo di Gaston Leroux, racconta l'amore disperato di un geniale musicista dal volto sfigurato che vive nei sotterranei dell'Opéra di Parigi per il giovane soprano Christine Daaé, legata sentimentalmente al visconte Raoul De Chagny.
La messinscena originale del 1986, tuttora utilizzata in quasi tutte le rappresentazioni teatrali, è stata diretta da Harold Prince, con coreografie di Gillian Lynne, luci di Andrew Bridge e scenografie e decor di Maria Björnson. I diritti dello spettacolo sono della Really Useful Group e tra i produttori figurano Cameron Mackintosh e Andrew Lloyd Webber.

## Trama

### Prologo
Teatro dell'Opéra di Parigi, 1905. Ad un'asta di vecchi oggetti scenici del teatro ormai in disuso, l'anziano visconte Raoul de Chagny acquista un carillon raffigurante una scimmietta in costume persiano che suona dei cembali. Subito dopo viene messo all'asta un lampadario d'epoca in frantumi, restaurato e modificato per l'illuminazione elettrica. Il banditore d'asta chiede se qualcuno rammenti la strana vicenda del Fantasma dell'Opera e ipotizza di riuscire a spaventare il misterioso fantasma grazie alla moderna illuminazione.

Proprio mentre pronuncia queste parole il lampadario si accende emettendo un lampo e sulle note dell'Overture esso si libra nell'aria rimanendo sospeso sulle teste degli spettatori delle prime file mentre, al suo passaggio, il teatro si rinnova e riacquista lo splendore di una volta.

### Atto I
Teatro dell'Opéra. 1881.
Scena I
Le prove dell'Hannibal di Chalumeau sono animate dai continui capricci della diva Carlotta Giudicelli (Hannibal) e infine interrotte dall'arrivo di Monsieur Firmin e Monsieur Andrè, i due nuovi impresari (ex commercianti di residui metallici) dell'Opèra Populaire. Mentre Carlotta, su richiesta dei due impresari, si esibisce in un'aria, si verifica l'ennesimo "incidente": un pezzo della scenografia le cade addosso, costringendola ad abbandonare lo spettacolo, lasciando i neo direttori del teatro senza protagonista. I due impresari ricevono quindi una misteriosa lettera: è il benvenuto del Fantasma nel "suo" teatro, che spiega loro come dovrebbero dirigerlo e chiede il suo salario. I due, invece, sottovalutano la cosa, preoccupati dall'abbandono della protagonista e dall'eventualità di dover rimborsare i biglietti, oltre che dall'eventuale reazione del loro mecenate (il Visconte Raoul de Chagny). Per tale motivo Madame Giry, direttrice del corpo di ballo, suggerisce e ottiene, nonostante le perplessità dei due impresari, di fare un provino a Christine Daaé, una ballerina, dicendo che quest'ultima ha avuto un ottimo maestro di canto, anche se il suo nome è ignoto. Mentre Christine accenna timidamente l'aria Think of Me, la scena si trasforma passando dalle prove allo spettacolo vero e proprio, che segna il trionfo della giovane cantante. Dal suo palco, Raoul, udendola cantare, la riconosce come la tenera amica d'infanzia.
Scena II
Mentre le ballerine ascoltano le indicazioni di Madame Giry, una voce dal buio esprime la propria approvazione alla compagnia. Christine si allontana dal gruppo seguita da Meg, figlia di Madame Giry, che chiede (Angel of Music) all'amica quale sia il suo segreto e chi le abbia insegnato a cantare. Christine risponde che il padre, un famoso violinista, le aveva promesso che prima di morire le avrebbe mandato l'Angelo della Musica a proteggerla ed è così convinta che sia stato questo angelo a insegnarle a cantare poiché spesso può udire la sua voce.
Scena III
Dopo aver incrociato i due impresari, Raoul raggiunge Christine nel suo camerino, ricordandole i felici momenti d'infanzia passati assieme e invitandola ad uscire a cena con lui (Little Lotte), anche se lei rifiuta spiegando che il suo angelo è molto severo e non approverebbe; Raoul comunque le dice, senza ascoltarla, di prepararsi. Appena il giovane esce di scena, la voce del Fantasma irrompe nella stanza redarguendo severamente Christine (The Mirror - Angel of Music), la quale si scusa con l'Angelo della Musica per la sua debolezza e gli chiede di rivelarle il suo volto. Il Fantasma le dice di guardarsi allo specchio, dove ora appare la sua figura. Raoul cerca di entrare nella stanza mentre la sua voce attira Christine verso di sé: dallo specchio si apre un passaggio verso una galleria segreta. Quando Raoul entra nella stanza, Christine è scomparsa.
Scena IV
Il Fantasma guida Christine attraverso un corridoio che si illumina come magicamente (The Phantom of the Opera). Arrivati "al lago sotterraneo" i due navigano su una barca che si muove nei sotterranei del teatro e magici candelieri emergono dall'acqua illuminando l'ambiente.
Scena V
Giunti al nascondiglio del Fantasma, questi incanta Christine con la sua arte musicale (The Music of the Night), invitandola a lasciarsi andare e ad arrendersi alla "Musica della Notte", finché la giovane, sopraffatta dall'emozione alla vista di un manichino meccanico con le sue sembianze in abito da sposa, sviene tra le sue braccia. (In alcuni allestimenti, compreso quello per il 25º anniversario del musical, la scena del manichino non è presente: Christine sviene solo per la grande emozione provata. 
Scena VI
Christine si risveglia e, ancora confusa, comincia a ricordare lo strano viaggio nei sotterranei (I remember...). Subito si accorge della presenza del Fantasma, chino su un lugubre leggio intento a comporre. Avvicinatasi a lui, vinta dalla curiosità gli strappa la maschera dal volto. In un impeto di furore, il Fantasma scaglia la giovane lontano, adirato e sconvolto poiché il suo volto sfigurato è stato scoperto (Stranger Than You Dreamt It). Lentamente la sua rabbia si tramuta in disperazione, mentre all'orrore iniziale della giovane subentra la compassione, spingendola a restituirgli amorevolmente la maschera. Improvvisamente il Fantasma ritrova la sua severità e fierezza, ordinando a Christine di ritornare al teatro poiché certamente tutti la staranno cercando.
Scena VII
Nell'oscurità delle quinte del teatro, il vecchio macchinista Joseph Buquet si diverte a spaventare le ballerine con macabri racconti sul Fantasma (Magical Lasso), ma è subito rimproverato da Madame Giry, che lo avverte che scherzare troppo sull'argomento può essere pericoloso.
Scena VIII 
Nel suo ufficio, Firmin lamenta le stranezze del mondo teatrale, preoccupato per la fuga di Carlotta, la scomparsa di Christine e la misteriosa lettera che ha appena ricevuto dal Fantasma. In rapida successione, entrano André, Raoul e Carlotta, accusandosi vicendevolmente di essere gli autori delle lettere minatorie che tutti hanno ricevuto (Notes).
Madame Giry annuncia il ritorno di Christine e porta una nuova lettera da parte del Fantasma, che ordina di affidare alla sua protetta il ruolo di protagonista nell'opera Il Muto. Carlotta accusa Raoul di voler avvantaggiare la propria amante e minaccia di lasciare definitivamente il teatro. André e Firmin cercano di convincerla a restare (Primadonna), offrendole la parte da protagonista nel nuovo spettacolo e assecondando ogni sua richiesta. Raoul intanto è preoccupato per Christine mentre Madame Giry tenta inutilmente di spingere gli impresari a non opporsi alla volontà del Fantasma.
Scena IX
Assistiamo alla rappresentazione dell'opera Il Muto di Albrizio. Carlotta interpreta il ruolo della protagonista, mentre Christine è il paggio muto (Poor fool, he makes me laugh!). Lo spettacolo è interrotto dal Fantasma, che annuncia una catastrofe incombente a causa dell'affronto subito.
Carlotta continua a cantare, ma improvvisamente inizia a gracidare come un rospo e fugge dietro le quinte mentre i due impresari annunciano agli spettatori che lo spettacolo proseguirà e la parte della contessa sarà interpretata da Christine Daaé. Mentre l'inquietante ombra del Fantasma appare più volte tra le quinte, il corpo di ballo esegue un intermezzo danzato, interrotto dall'improvvisa apparizione, nel bel mezzo del palco, del corpo senza vita di Joseph Buquet, impiccato dal Fantasma. Christine fugge verso i tetti seguita da Raoul, mentre Firmin annuncia l'interruzione dello spettacolo.
Scena X
Sul tetto del teatro, dopo un'introduzione strumentale, appare Christine, seguita da Raoul (Why Have You Brought me Here?), che cerca di tornare indietro dicendole che non esiste nessun fantasma. Christine racconta di essere stata nel suo nascondiglio e di averlo visto in volto. Raoul cerca di confortarla, dichiarandole il suo amore, che la ragazza afferma di ricambiare (All I Ask Of You). Quando i due escono di scena, appare il Fantasma che, avendo udito ogni parola, giura di vendicarsi. Ad un gesto del Fantasma, il lampadario precipita sulla scena proprio durante gli applausi finali dell'opera.

### Atto II
Scena I
Firmin e André, visibilmente nervosi, annunciano un ballo in maschera per festeggiare il nuovo anno. Nel foyer del teatro sfila una galleria di maschere molto elaborate (Masquerade), Christine e Raoul si sono fidanzati, ma la ragazza è timorosa e vorrebbe tenere segreta l'unione. Al culmine del ballo una figura scarlatta mascherata da allegoria della morte appare in cima alle scale facendo calare il silenzio su tutti i presenti. Si riconosce la voce del Fantasma, che annuncia il compimento della sua nuova opera, il Don Juan Triumphant/Don Giovanni Trionfante, nella quale Christine sarà obbligatoriamente protagonista (Why So Silent?). Dopodiché, minacciando grandi disastri nel caso in cui i suoi ordini non fossero eseguiti, scompare in una vampata di fiamme.
Scena II
Tra le quinte, Raoul costringe una turbata Madame Giry a rivelargli ciò che sa del Fantasma. Secondo la donna, egli era un uomo geniale e deforme giunto in città anni prima con un circo, fuggendo in seguito dalla condizione di semiprigionia cui era costretto e rifugiatosi nei sotterranei del teatro.
Scena III
Gli impresari sono indignati per le pretese del Fantasma, ma decidono comunque di mettere in scena lo spettacolo, coinvolgendo Piangi, Christine e una riluttante Carlotta (Notes II); Nel mentre Raul elabora un piano per catturarlo : quando metteranno in scena il Don Juan Triumphant/Don Giovanni Trionfante e il Fantasma si presenterà, verrà arrestato dai gendarmi. Christine disperata si chiede cosa debba fare, se tradire il suo mentore facendo da esca, o lasciare che continui a uccidere: Raoul cerca di confortarla e la spinge a seguire il suo piano.
Scena IV
Reyer e il cast provano la nuova opera, scontrandosi con Piangi, che ha notevoli difficoltà nell'eseguire la sua aria e con Carlotta, che continua a criticare la partitura. Christine si isola dal resto del gruppo, mentre le voci sfumano e la scenografia attorno a lei cambia.
Scena V
Christine si trova ora in un buio cimitero, di fronte alla grande tomba del padre, cui la giovane rivolge una malinconica elegia funebre (Wishing You Were Somehow Here Again). Dalla tomba, la voce del Fantasma risponde a Christine, che si dirige, quasi ipnotizzata, verso di essa. Raoul entra in scena e riesce a trattenere la ragazza. Sulla cima del mausoleo appare il Fantasma, che sfida Raoul e lo spinge a battersi con lui. Questi però viene portato via da Christine.
Scena VI
Il Don Juan Triumphant/Don Giovanni Trionfante si prepara a essere messo in scena. Raoul ha organizzato la trappola al Fantasma, mentre quest'ultimo prepara il suo intervento.
Scena VII
Lo spettacolo è in scena e il protagonista Don Juan (Piangi) si maschera preparandosi a sedurre Aminta. Dopo l'ingresso di Aminta, interpretata da Christine, fa la comparsa in scena il Fantasma, che ha sostituito Piangi nel ruolo di Don Juan mascherato. Don Juan seduce Aminta in un appassionato duetto in cui finzione scenica e realtà si sovrappongono continuamente (The Point of No Return). Il Fantasma si avvicina a Christine dichiarando il proprio amore e donandole il suo anello, ma la ragazza gli strappa la maschera rivelando il suo volto deforme.
Il teatro cade nel panico ed il Fantasma rapisce Christine per portarla nel suo rifugio. Quando viene scoperto il cadavere di Ubaldo Piangi, la folla si lancia all'inseguimento del Fantasma nei sotterranei per fare giustizia. Madame Giry chiama a sé Raoul e lo guida verso il passaggio segreto del Fantasma.
Scena VIII
Il Fantasma trascina Christine nei sotterranei, disperato e furioso (Down Once More/Track Down This Murderer). Nel frattempo Raoul e Madame Giry scendono lungo la galleria segreta.
Scena IX

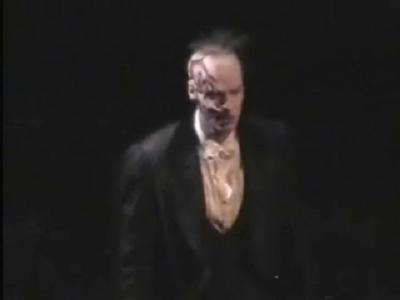
Phantom rappresentato in scena dall'attore Hugh Panaro.

Nel suo covo, il Fantasma ha costretto Christine a indossare l'abito da sposa del suo manichino. Giunge Raoul, che viene però fatto prigioniero dal "lasso" del Fantasma, che mette Christine di fronte a una scelta: lasciare Raoul e risparmiargli la vita, oppure rinunciare all'amore del Fantasma causando così la morte del suo amato. Christine si avvicina al Fantasma, dichiarando il proprio amore e baciandolo. Il Fantasma libera così Raoul ma, vinto dall'amore tra i due giovani, libera Christine, lasciandola fuggire insieme all'uomo che ama mentre la folla, in cerca di vendetta, è ormai vicina al suo nascondiglio; Christine ritorna un'ultima volta dal Fantasma, restituendogli amorevolmente il suo anello, prima di fuggire assieme a Raoul. Solo e disperato, il Fantasma dà l'ultimo addio a Christine e si abbandona sul suo trono nascondendosi con il suo mantello.
La folla, guidata da Meg, irrompe nella caverna sotterranea, ma il Fantasma è scomparso. Di lui resta soltanto, abbandonata, la maschera bianca che gli celava il volto.

## Personaggi
- Fantasma dell'Opera (Phantom): tenore (baritono). Geniale musicista dal volto sfigurato che vive nei sotterranei dell'Opéra Populaire di Parigi, incombendo con la sua minacciosa presenza sugli artisti e i tecnici teatro, pretendendo di imporre le sue idee artistiche e di ricevere una rendita dagli impresari. Si innamora della giovane Christine, facendone la sua allieva. Secondo quanto riferito da Madame Giry anni prima era giunto a Parigi con un gruppo di circensi, fuggendo e rifugiandosi così nel teatro. La tessitura del personaggio è sostanzialmente quella di un tenore drammatico (sebbene numerosi interpreti, come Howard McGillin, Timothy Nolen o Brian McCann, siano propriamente dei baritoni), con una spiccata cantabilità nella fascia media del registro e una buona padronanza delle note gravi, ma al tempo stesso in grado di ottenere acuti forti e squillanti. Il ruolo inoltre rende preferibile una buona dimestichezza con il canto lirico (sebbene in alcuni dei più noti interpreti, inclusi Michael Crawford e Colm Wilkinson, tale caratteristica sia del tutto assente). L'estensione di oltre due ottave richiesta dalla partitura e le particolari esigenze drammatiche del personaggio, rendono il ruolo uno tra più ardui, ma al tempo stesso tra i più ambiti, tra quelli proposti dall'odierno panorama teatral-musicale. Considerato spesso come uno dei più importanti traguardi nella carriera di un cantante di musical, ha avuto come interpreti artisti di primo piano nel mondo del musical (Hugh Panaro, John Owen-Jones, oltre ai già citati Michael Crawford, Colm Wilkinson e Howard McGillin), attraendo anche interpreti estranei al genere, come il tenore wagneriano Peter Hoffmann e il cantante rock Paul Stanley.
- Christine Daaé: soprano. Ballerina di fila dell'Opéra Populaire, figlia di un importante violinista. Adottata da Madame Giry dopo la morte del padre, ha vissuto sempre all'interno del teatro, imparando l'arte del canto dalla voce del Fantasma, da lei creduto un Angelo mandatole dal padre. Ruolo vocalmente tra i più impegnativi del repertorio musical contemporaneo, si sviluppa in tutta la tessitura sopranile (sino al mi sovracuto nel finale di The Phantom of the Opera). L'interprete deve possedere una effettiva dimestichezza con il canto lirico, oltre ad una notevole versatilità, passando da arie spiccatamente operistiche (Think of Me) a brani che richiedono un'emissione più leggera (p.e. All I Ask of You). La voce deve essere inoltre in grado di affrontare passaggi di coloratura e al tempo stesso mantenere un timbro aggraziato e melodico (per evidenziare il contrasto con la voce di Carlotta).
- Raoul de Chagny: baritono (tenore). Mecenate dell'Opéra Populaire, tenero amico d'infanzia di Christine], che ritrova dopo anni sentendola cantare all'Opéra. La scrittura è quasi tutta costituita da motivi melodici limitati alla fascia medio alta della tessitura baritonale. Non presenta particolari difficoltà tecniche e può essere adeguatamente sostenuto da un qualsiasi tenore o baritono. Più che particolari doti di agilità o estensione, contano l'eleganza e la morbidezza del canto; è preferibile inoltre una voce dal timbro caldo e aggraziato, da contrapporsi a quella idealmente più energica e aggressiva del Fantasma, rispetto al quale, inoltre, può utilizzare un'impostazione più “leggera” (anche se una buona preparazione lirica è comunque gradita). Frequentemente gli interpreti di Raoul, passano poi al ruolo di Fantasma (è questo il caso di Hugh Panaro, Gary Mauer, John Cudia, Ramin Karimloo e molti altri). Il rischio costante per l'interprete è quello risultare una semplice figura di contorno. È quindi necessario che l'attore sia in grado di sostenere il confronto con il Fantasma sia sotto il profilo canoro che da quello scenico.
- Carlotta Giudicelli: soprano. Capricciosa primadonna dell'Opéra; molto celebre nel mondo musicale, ma la cui voce si è ormai incrinata. Invisa al Fantasma, che non ne tollera l'atteggiamento divistico e le ormai insufficienti qualità canore. Il personaggio (una viziata cantante lirica a fine carriera) necessita chiaramente di un approccio parodistico. La cantante deve comunque disporre di un'adeguata preparazione lirica per rendere credibili le impennate istrioniche del personaggio. Deve adottare un canto più pomposo e meno aggraziato, per fare contrasto con la voce di Christine.
- Monsieur Richard Firmin: baritono. Amministratore dell'Opéra Populaire.
- Monsieur Gilles André: baritono. Amministratore dell'Opéra Populaire.
- Madame Giry: mezzosoprano. La direttrice del Corpo di Ballo dell'Opéra; svolge il ruolo di "portavoce" del Fantasma, in quanto è a conoscenza della verità sulla sua storia e consegna le sue note e i suoi messaggi agli impresari.
- Meg Giry: mezzosoprano (soprano). Figlia di Madame Giry, è una ballerina dell'Opéra, ed è amica di Christine.
- Ubaldo Piangi: tenore. Primo tenore dell'Opéra.
- Joseph Buquet: basso (baritono). Il macchinista dell'Opéra; a conoscenza di molti dettagli della storia del Fantasma, si diverte a spaventare le ballerine con racconti paurosi.
- Monsieur Reyer: ruolo recitato. Il direttore d'orchestra dell'Opéra.
- Monsieur Lefèvre: ruolo recitato. Il precedente proprietario dell'Opéra Populaire, che vende il teatro a Firmin e André.

## Numeri musicali
(suddivisione secondo l'edizione1986 Original London Cast)

### Atto I
- Prologue
- Overture
- Think of Me
- Angel of Music
- Little Lotte/The Mirror (Angel of Music)
- The Phantom of the Opera
- The Music of the Night
- Magical Lasso
- I Remember/Stranger Than You Dreamt It
- Notes.../Prima Donna
- Poor Fool, He Makes Me Laugh (Il Muto)
- Why Have You Brought Us Here?/Raoul, I've Been There
- All I Ask of You
- All I Ask of You (Reprise)

### Atto II
- Entr'act
- Masquerade/Why So Silent...?
- Notes.../Twisted Every Way
- Wishing You Were Somehow Here Again
- Wandering Child/Bravo, Monsieur!
- The Point of No Return
- Down Once More/Track Down This Murderer

## Ideazione
La genesi dello spettacolo risale ai primi anni ottanta, quando Lloyd Webber e Mackintosh, in seguito alla fortunata accoglienza di Cats, progettano la realizzazione di uno spettacolo da alto budget in grado di bissare il successo del precedente. Favorevolmente colpito da The Phantom of the Opera di Ken Hill, Lloyd Webber decide di realizzarne una propria versione, pensando inizialmente di coinvolgere lo stesso Hill, ma optando alla fine per uno spettacolo del tutto autonomo.
Per il libretto e testi dei brani musicali, Lloyd Webber si rivolse inizialmente a Jim Steinman, che dovette rifiutare perché impegnato in un altro progetto. Il musicista adattò quindi il romanzo di Leroux con l'aiuto di Richard Stilgoe, che scrisse anche le parole delle canzoni. I suoi testi, considerati fin troppo arguti e intellettuali, vennero tuttavia ampiamente riscritti dalla penna più romantica di Charles Hart.
Nel 1985, a Sydmonton, vengono presentati, in forma privata, i brani principali nella loro versione originale, interpretati da Sarah Brightman e Colm Wilkinson. Harold Prince, già collaboratore di Lloyd Webber nel musical Evita viene contattato per curare la messinscena dello spettacolo. Numerosi sono i candidati per il ruolo del Fantasma (inclusi Steve Harley - che realizza con Sarah Brightman un video promozionale dello spettacolo - e lo stesso Wilkinson) mentre Sarah Brightman, allora moglie di Lloyd Webber, è sin dall'inizio pensata per il ruolo di Christine (sembra che la partitura del personaggio sia stata scritta specificatamente per le sue doti vocali).

## Produzione
The Phantom of the Opera debutta il 9 ottobre del 1986 all'His Majesty's Theatre, nel West End londinese, dove è tuttora rappresentato. Il cast originale include Michael Crawford (Phantom), Sarah Brightman (Christine), Steve Barton (Raoul), Rosemary Ashe (Carlotta), John Savident (Monsieur Firmin), David Firth (Monsieur André), Mary Millar (Madame Giry) e John Aron (Piangi), mentre a dirigere l'orchestra è Michael Reed. Direttore e interpreti incidono anche un'edizione pressoché integrale dell'opera.
Lo spettacolo viene presentato due anni dopo a Broadway, al Majestic Theatre, con minime varianti nella forma scenica e nelle musiche. I tre protagonisti riprendono i rispettivi ruoli, affiancati da un nuovo cast di supporto composto da Judy Kaye (Carlotta), Cris Groenendaal (Monsieur André), Nicholas Wyman (Monsieur Firmin), Leila Martin (Madame Giry), David Romano (Piangi) ed Elisa Heinsohn (Meg Giry).
Gli interpreti principali riprendono poi lo show a Los Angeles mentre, a partire dal 1989, Lloyd Webber e Mackintosh realizzano edizioni locali dello spettacolo in diversi paesi del mondo (sino al 2007 si contano oltre venti produzioni, molte delle quali in lingue diverse dall'inglese).
Nel 2004 è stata realizzata la versione cinematografica del musical.
Il 23 ottobre 2010 la produzione inglese del His Majesty's Theatre ha festeggiato la decimillesima replica dello show. L'evento è stato celebrato con la presenza di Andrew Lloyd Webber e Michael Crawford. Il 13 marzo 2011 John Owen-Jones e Sierra Boggess hanno presenziato alla consegna dei Laurence Olivier Awards cantando il brano principale del musical.

### Phantom - The Las Vegas Spectacular
Una nuova produzione del musical è debuttata il 24 giugno 2006 al The Venetian Resort Hotel Casino di Las Vegas, in un teatro, costato 40.000.000$, appositamente costruito per ospitare la produzione di questo musical, ricreando l'Opéra Garnier di Parigi. Il musical dura appena 95 minuti (ed è senza intervallo), e la regia è ancora di Harold Prince, con le coreografie di Gillian Lynne e le scenografie di David Rockwell. La produzione prevede l'uso di effetti speciali quali Fuochi d'artificio, luce stroboscopica e di un lampadario (costato 5.000.000$) diviso in cinque pezzi che si assembla magicamente durante l'Overture.
Questa versione del musical dura 45 minuti meno di quella originale, eliminando punti superflui dal libretto, le scene di danza e alcune scene (come, ad esempio, le prove del Don Juan Triumphant). Mentre la maggior parte delle canzoni sono rimaste inalterate, hanno avuto un accorciamento Poor Fool, He Makes Me Laugh e The Point of No Return. Come nel film del 2004, il lampadario crolla dopo The Point Of No Return invece che sul finire del Primo Atto. Il cast comprendeva Brent Barrett e Anthony Crivello (alternati nel ruolo del Fantasma), Sierra Boggess (Christine), Tim Martin Gleason (Raoul), Elena Jeanne Batman (Carlotta) e Rebecca Spencer (Madame Giry).

### 25º anniversario
La speciale produzione per il 25º anniversario del “Phantom of the Opera” è andata in scena alla Royal Albert Hall il 1 e il 2 ottobre 2011, per un totale di tre repliche. Questo show, con le coreografie originali di Gillian Lynne è stato prodotto dalla Really Useful Group e dalla Cameron Mackintosh Ltd.
Per ricoprire i ruoli dei due protagonisti sono stati confermati le star di “Love Never Dies” Ramin Karimloo e Sierra Boggess. Entrambi avevano già partecipato a diverse produzioni del musical: Karimloo ha ricoperto il ruolo del Fantasma all'His Majesty's Theatre e la Boggess è stata Christine nella produzione di Las Vegas al Venetian Theatre.
Per quanto riguarda gli altri ruoli Hadley Fraser ha impersonato Raoul, Barry James Monieur Firmin, Gareth Snook Monsieur André, Liz Robertson Madame Giry e Wynne Evans Ubaldo Piangi. Il cast e l'orchestra comprendeva circa 200 membri.

### Produzione italiana
Il 27 febbraio 2023 viene annunciata a sorpresa la prima produzione italiana di sempre, prodotta da Broadway Italia in lingua inglese con orchestra dal vivo e diretta da Federico Bellone. Vengono annunciate le date dal 4 al 16 luglio 2023 al Politeama Rossetti di Trieste e dall'11 al 22 ottobre 2023 al Teatro degli Arcimboldi di Milano.
Il cast internazionale comprende Ramin Karimloo nei panni del Fantasma, il soprano italoamericano Amelia Milo nei panni di Christine, Bradley Jaden e Vinny Coyle nei panni di Raoul, rispettivamente a Trieste e a Milano. Luca Gaudiano sostituisce Karimloo in alcune repliche milanesi.
Il pubblico accoglie con grande entusiasmo e partecipazione la prima produzione italiana, rendendo The Phantom of the Opera lo spettacolo con il maggior incasso nella storia del Politeama Rossetti.

## Cast
Di seguito sono riportati, in ordine alfabetico, alcuni tra gli interpreti distintisi nel corso degli anni.
- Michael Ball: Nonostante abbia interpretato il personaggio di Raoul solo per pochi mesi, nella stagione '87-88, Ball ha lasciato un'impronta indelebile in molti ammiratori del musical, che lo ricordano come uno degli interpreti di maggiore rilievo. Nella sua ampia discografia, non ha all'attivo nessuna incisione dello spettacolo, ha però eseguito spesso il brano All I Ask of You (inclusa l'esibizione, al fianco di Sarah Brightman, nello storico Andrew Lloyd Webber Celebration Concert alla Royal Albert Hall)
- John Barrowman: Interprete del ruolo di Raoul nella stagione 1992, Barrowman ha prestato la voce al personaggio nelle due incisioni del '94 e del '96.
- Steve Barton: Primo interprete del personaggio di Raoul, ha ricoperto il ruolo per quattro anni consecutivi, rivelandosi come uno degli attori più efficaci in questo ruolo. Successivamente, ha ricoperto per un breve periodo il ruolo del Fantasma, ottenendo il favore di critica e pubblico.
- Graham Bickley: Attore raffinato e cantante tecnicamente non privo di meriti, non ha tuttavia mai suscitato l'entusiasmo dei fans. La sua performance nell'incisione del 1994 è stata nel complesso poco apprezzata, criticandone la voce debole ed il timbro eccessivamente aggraziato e femmineo[senza fonte].
- Simon Bowman: Tra il 1994 ed il 1997 ha interpretato i ruoli di Raoul e del Fantasma nella produzione londinese dello spettacolo.
- Sarah Brightman: Scelta come interprete del ruolo di Christine sin dalla genesi dello spettacolo (si dice che molti brani siano stati composti appositamente per lei), è indubbiamente legata a filo doppio con il musical. Oltre ad aver interpretato il ruolo per oltre tre anni, ha inciso numerose versioni dei principali brani del musical (inclusa lo un arrangiamento di  The Music of the Night per soprano). Sin dall'esordio londinese, la sua performance è stata oggetto di reazioni discordanti (diversi critici espressero dubbi sulle sue effettive qualità di attrice, mentre la sua resa canora è stata generalmente giudicata positivamente).
- Rebecca Caine: Interprete alternata nel ruolo di Christine a Londra dalla stagione 1987, ha assunto stabilmente il ruolo nell'edizione originale canadese, dal 1989 al 1992, incidendone la versione su disco.
- Michael Crawford: Primo Fantasma in assoluto, ha sostenuto il ruolo nei cast originali di Londra, New York e Los Angeles.
- John Cudia: Fantasma dell'Opera a Broadway da oltre tre anni, dove prima interpretava Raoul. Ha una potente voce, luminosa ed agile. È molto apprezzato dal pubblico.
- Ethan Freeman*: Interprete del ruolo del Fantasma nella produzione viennese del 1989 (alternandosi con Alexander Goebel). Nel 1991 è stato André a Londra, interpretando in seguito il Fantasma (1994-95), incidendo il ruolo su disco nel 1996.
- Alexander Goebel: Protagonista dell'edizione austriaca dal 1989 al 1991.
- Rob Guest: Storico Fantasma della produzione australiana.
- Robert Guillaume: sostituto di Michael Crawford a Broadway.
- Peter Hoffmann: Tenore wagneriano di grande esperienza, nel 1990 ottiene il ruolo principale della prima produzione tedesca dello spettacolo.
- Sandra Joseph: Protagonista del US Tour ed, in seguito, dell'edizione di Broadway, è l'interprete ad aver portato in scena Christine più volte nella storia dello show e indubbiamente una tra le attrici maggiormente identificate con il personaggio (personaggio che ha interpretato anche nello spettacolo concorrente Phantom). Le spiccate doti recitative e sceniche, unite alla notevole avvenenza fisica, le hanno procurato un notevole seguito di fans. Apprezzata per la voce forte e corposa, più operistica che da musical, dalla grande ricchezza espressiva e timbrica, molti le imputano tuttavia timbro meno squillante rispetto ad altre interpreti e una certa difficoltà nella fascia alta (con il rischio di sgradevoli strozzature in certi acuti estremi).
- Anna Maria Kaufmann: Protagonista dell'edizione tedesca dal 1990 al 1991.
- Peter Karrie: Protagonista a Broadway, Londra, Vancouver, Toronto, Singapore, Hong Kong e nel tour inglese a Bradford e Manchester.
- Ramin Karimloo: Interpreta il ruolo del Fantasma, fra i più amati per le sue potenti capacità vocali e per la grande capacità recitativa. Entra a far parte del cast della versione londinese, al Her Majesty's Theatre, nel 2003 ricoprendo il ruolo di Raoul. Torna a farne parte nel 2007, in occasione del 21º anniversario del musical sulla scena londinese, nel ruolo da protagonista del Fantasma. Nel 2010 torna ad interpretare il Fantasma in occasione della prima mondiale all'Adelphi Theatre di Love Never Dies, sequel di The Phantom of the Opera; per la sua interpretazione ottiene una candidatura al Laurence Olivier Award al miglior attore in un musical. Nel 2011 interpreta il Fantasma in una speciale edizione alla Royal Albert Hall per il venticinquesimo anniversario del musical. Di quel evento fu pubblicata una versione integrale, al cinema e successivamente in DVD, risultando l'unica versione dal vivo del musical e portando Ramin Karimloo ad essere il Fantasma più conosciuto fra gli appassionati. Nel 2018 è il Fantasma nell'adattamento coreano e nel 2023 torna ad interpretare il Fantasma dell'Opera nel primo allestimento italiano di The Phantom of the Opera in scena al Politeama Rossetti di Trieste e al Teatro degli Arcimboldi di Milano.
- Rebecca Luker: Protagonista dello spettacolo newyorkese tra il 1989 e il 1991, ha dato prova di valide capacità vocali. Ha inciso il brano All I Ask of You al fianco di Plácido Domingo.
- Tim Martin Gleason: Dal 2005 al 2009 interpreta il ruolo di Raoul a Broadway. Ora interpreta il Fantasma nel Tour negli Stati Uniti
- Gary Mauer: Tra gli interpreti storici del personaggio di Raoul (dal 1996 al 2001) a Broadway; ha recentemente sostenuto il ruolo del Fantasma nell'US Tour, suscitando l'ammirazione del pubblico (è stato votato come il quinto miglior interprete secondo il Sito Ufficiale dello Spettacolo).
- Howard McGillin: Protagonista dal 1999 al 2003 e nuovamente a partire dal 2005. Ha sostenuto il ruolo più a lungo di qualsiasi altro interprete, diventando negli ultimi anni il Fantasma per eccellenza del palcoscenico newyorkese (dividendo il titolo con Hugh Panaro). Dotato di grandi capacità sceniche e recitative e di una voce intensa e ricca di sfumature (nonostante i fans di Panaro tendano a sottolinearne la minor pienezza vocale rispetto a quest'ultimo), ha ricevuto grandi apprezzamenti da parte di critica e pubblico (Il Sito Ufficiale dello Spettacolo lo indica come il secondo miglior interprete secondo il giudizio dei fans).
- Claire Moore: Interprete del ruolo di Christine sin dall'originale edizione londinese come seconda performer, subentrando a Sarah Brightman alla fine del 1987 e mantenendo il ruolo sino al 1989. Grazie alle sue doti sceniche e ad una valida tecnica vocale (sebbene alcuni le imputino un timbro non privo di opacità) è stata una delle interpreti maggiormente apprezzate in questo ruolo. È inoltre l'unica interprete ad aver realizzato due diverse incisioni discografiche del musical.
- Juan Navarro: Protagonista della versione portata in scena a Città del Messico nel 2001, Navarro è da molti considerato uno tra i Fantasmi vocalmente più autorevoli. La sua performance canora nell'incisione in lingua spagnola del 2002 ha ricevuto lodi quasi unanimi, anche molti fan di Michael Crawford hanno riconosciuto la superiorità vocale del tenore spagnolo. Analogamente, la sua interpretazione sulla scena è stata notevolmente apprezzata da critica e pubblico.
- Luzia Nistler: Prima interprete dell'edizione viennese del 1989.
- John Owen-Jones: Protagonista a Londra dal 2001 al 2005. Può contare su una tra le voci maschili più apprezzate nel panorama del teatro musicale degli ultimi anni, dotata di un timbro morbido e luminoso, agile, estesa e di grande espressività. Il pubblico inglese lo ha incoronato come uno dei migliori Fantasmi mai apparsi nei teatri del West End (Il Sito ufficiale dello spettacolo lo indica al quarto posto nel giudizio dei fans). Riprende il ruolo di Fantasma a Londra dal 1º novembre 2010 al settembre 2011.[9] Ritorna nella produzione un'ultima volta, per un breve periodo, dal settembre 2015 al febbraio 2016.
- Thomas James O'Leary: protagonista molto acclamato del decimo anniversario del musical a Broadway.
- Hugh Panaro: Interprete del ruolo di Raoul dal 1990 al 1993 e del Fantasma nel 1999 e nuovamente dal 2003 al 2005. Se nei panni del visconte, il giovane Hugh è condizionato dai limiti del personaggio, in quello di Phantom ha saputo dare invece il meglio di sé, ottenendo immediatamente i favori del pubblico grazie ad una voce ricca e stentorea, dalla potenza non comune, unita ad una grande estensione (sino a note da controtenore) e ad un timbro scuro e pieno su tutto il registro. Sebbene taluni ne critichino la mancanza di certe di finezze interpretative (a partire dall'abitudine di cantare tutto tra il mezzoforte e il fortissimo), Panaro si è conquistato un gran numero di fans (soprattutto tra il pubblico femminile) risultando uno tra gli interpreti più apprezzati degli ultimi anni (al terzo posto secondo il giudizio dei fans nel Sito ufficiale dello spettacolo).
- David Shannon: Fantasma dell'Opera a Londra dal 2009 al 31 ottobre 2010.
- Paul Stanley: Leader del gruppo rock dei Kiss, nel 1999 ha interpretato per alcuni mesi il ruolo del Fantasma nella produzione canadese dello spettacolo. Numerosi fans dello spettacolo hanno criticato questa partecipazione, considerandola un espediente commerciale di scarso valore artistico. La sua performance ha comunque ottenuto anche alcuni apprezzamenti, soprattutto da parte dei fans dei Kiss.
- Irasema Terrazas: Christine nell'edizione messicana.
- Colm Wilkinson: Interprete del Fantasma nel cast originale canadese dal 1989 al 1991. Il suo Fantasma ha subito suscitato ampi dibattiti tra i fans. Se la sua resa sulla scena è stata quasi unanimemente apprezzata (nel 1990 ha ottenuto il Dora Mavor Moore Awards come miglior interprete maschile), la sua performance canora viene da molti considerata sfavorevolmente, ma ha al tempo stesso suscitato l'entusiasmo di diversi fan, alcuni dei quali la considerano superiore a quella di Crawford. Analogamente, la sua interpretazione nell'edizione su disco del 1989 ha ricevuto aspre critiche, ma anche numerosi consensi.
- Jennifer Hope Wills: Dal 2007 al 2010 ha ricoperto il ruolo di Christine a Broadway.

### Cronologia
N.B:: Tra parentesi sono indicati i sostituti più importanti.

#### West End e Broadway
| Anno | West End | Broadway |
| ---- | --- | --- |
| 1986 | - Phantom: Michael Crawford - Christine: Sarah Brightman - Raoul: Steve Barton - Carlotta Giudicelli: Rosemary Ashe - Madame Giry: Mary Millar                        | - |
| 1987 | - Phantom: Michael Crawford / Dave Willetts - Christine: Sarah Brightman / Claire Moore - Raoul: Steve Barton / Michael Ball                                          | - |
| 1988 | - Phantom: Dave Willetts - Christine: Claire Moore/Rebecca Caine - Raoul: Michael Ball / Michael Cormick                                                              | - Phantom: Michael Crawford / Timothy Nolen - Christine: Sarah Brightman / Patti Cohenour - Raoul: Steve Barton - Carlotta Giudicelli: Judy Kaye  |
| 1989 | - Phantom: Dave Willetts / Martin Smith - Christine: Claire Moore / Jan Hartley-Morris / Jill Washington - Raoul: Michael Cormick / Robert Meadmore                   | - Phantom: Cris Groenendaal / Steve Barton - Christine: Rebecca Luker - Raoul: Steve Barton / Davis Gaines                                        |
| 1990 | - Phantom: Martin Smith / Peter Karrie / Dave Willetts - Christine: Jill Washington - Raoul: Robert Meadmore / Michael Cormick                                        | - Phantom: Steve Barton / Kevin Gray - Christine: Rebecca Luker - Raoul: Davis Gaines / Hugh Panaro                                               |
| 1991 | - Phantom: Dave Willetts - Christine: Jill Washington - Raoul : Michael Cormick / Mario S. Frangoulis                                                                 | - Phantom: Kevin Gray / Mark Jacoby - Christine: Rebecca Luker / Karen Culliver - Raoul: Hugh Panaro                                              |
| 1992 | - Phantom: Peter Polycarpou / Peter Karrie - Christine: Shona Lindsay - Raoul: John Barrowman / Simon Burke                                                           | - Phantom: Mark Jacoby - Christine: Karen Culliver - Raoul: Hugh Panaro                                                                           |
| 1993 | - Phantom: Peter Karrie / James Graeme - Christine: Jill Washington / Lisa Hull - Raoul: Simon Burke                                                                  | - Phantom: Mark Jacoby / Marcus Lovett - Christine: Karen Culliver / Mary D'Arcy / Tracy Shayne - Raoul: Hugh Panaro / Cirán Sheehan              |
| 1994 | - Phantom : Ethan Freeman - Christine: Jill Washington - Raoul: Clive Carter / Simon Bowman                                                                           | - Phantom : Marcus Lovett / Davis Gaines - Christine: Tracy Shayne - Raoul: Cirán Sheehan                                                         |
| 1995 | - Phantom : Ethan Freeman / Grant Norman - Christine: Jill Washington / Nikki Ankara - Raoul: Simon Bowman                                                            | - Phantom: Davis Gaines - Christine: Tracy Shayne - Raoul: Brad Little                                                                            |
| 1996 | - Phantom: Simon Bowman - Christine: Nikki Ankara / Megan Kelly - Raoul: Alasdar Harvey                                                                               | - Phantom:Davis Gaines / Thomas James O'Leary - Christine: Tracy Shayne - Raoul: Brad Little / Gary Mauer                                         |
| 1997 | - Phantom: Simon Bowman / Peter Cousens / Glyn Kerslake - Christine: Megan Kelly / Shona Lindsay / Jill Washington - Raoul: Alasdar Harvey / Mike Sterling            | - Phantom: Thomas James O'Leary / Davis Gaines - Christine: Tracy Shayne - Raoul: Gary Mauer                                                      |
| 1998 | - Phantom : Glyn Kerslake / Peter Cousens - Christine : Jill Washington / Shona Lindsay / Myrra Malmberg - Raoul: Mike Sterling                                       | - Phantom: Thomas James O'Leary / Davis Gaines - Christine: Tracy Shayne / Marie Danvers / Sandra Joseph - Raoul: Gary Mauer / Lawrence Anderson  |
| 1999 | - Phantom : Peter Cousens / Mike Sterling / Scott Davies - Christine : Myrra Malmberg / Charlotte Page - Raoul: Mike Sterling / Gardar Thór Cortes / Matthew Cammelle | - Phantom: Thomas James O'Leary / Hugh Panaro / Howard McGillin - Christine: Sandra Joseph / Adrienne McEwan - Raoul: Gary Mauer / Cirán Sheehan  |
| 2000 | - Phantom: Scott Davies - Christine: Charlotte Page / Deborah Dutcher - Raoul: Matthew Cammelle                                                                       | - Phantom: Howard McGillin - Christine: Sarah Pfisterer - Raoul: Gary Mauer                                                                       |
| 2001 | - Phantom: Scott Davies / John Owen-Jones - Christine: Deborah Dutcher - Raoul: Matthew Cammelle                                                                      | - Phantom: Howard McGillin - Christine: Sarah Pfisterer / Sandra Joseph - Raoul: Gary Mauer / Jim Weitzer                                         |
| 2002 | - Phantom: John Owen-Jones - Christine: Deborah Dutcher / Ceilia Graham - Raoul: Matthew Cammelle / Robert Finalyson                                                  | - Phantom: Howard McGillin - Christine: Sandra Joseph / Lisa Vroman - Raoul: Jim Weitzer / Michael Shawn Lewis / John Cudia                       |
| 2003 | - Phantom: John Owen-Jones - Christine: Ceilia Graham / Katie Knight-Adams - Raoul: Robert Finalyson / Ramin Karimloo                                                 | - Phantom: Hugh Panaro - Christine: Sandra Joseph - Raoul: John Cudia                                                                             |
| 2004 | - Phantom: John Owen-Jones - Christine: Katie Knight-Adams / Rachel Barrell - Raoul:Ramin Karimloo / Oliver Thornton                                                  | - Phantom: Hugh Panaro - Christine: Sandra Joseph - Raoul: John Cudia                                                                             |
| 2005 | - Phantom: John Owen-Jones / Earl Carpenter - Christine: Rachel Barrell - Raoul: Oliver Thornton                                                                      | - Phantom: Hugh Panaro / Howard McGillin - Christine: Sandra Joseph (Rebecca Pitcher) - Raoul: John Cudia / Tim Martin Gleason                    |
| 2006 | - Phantom: Earl Carpenter / Matthew Cammelle - Christine: Rachel Barrell / Leila Benn Harris - Raoul: Oliver Thornton / David Shannon                                 | - Phantom: Howard McGillin - Christine: Sandra Joseph (Rebecca Pitcher) - Raoul: Tim Martin Gleason                                               |
| 2007 | - Phantom: Earl Carpenter / Ramin Karimloo - Christine: Leila Benn Harris - Raoul: David Shannon / Michael Xavier                                                     | - Phantom: Howard McGillin (Gary Mauer) - Christine: Jennifer Hope Wills (Julie Hanson) - Raoul: Tim Martin Gleason                               |
| 2008 | - Phantom: Ramin Karimloo - Christine: Leila Benn Harris / Robyn North - Raoul: Alex Rathberger                                                                       | - Phantom: Howard McGillin / John Cudia - Christine: Jennifer Hope Wills (Elizabeth Loyacano) - Raoul: Tim Martin Gleason                         |
| 2009 | - Phantom: Ramin Karimloo / David Shannon - Christine: Gina Beck - Raoul: Simon Bailey                                                                                | - Phantom: Howard McGillin / John Cudia - Christine: Jennifer Hope Wills (Marni Raab) - Raoul: Ryan Silverman                                     |
| 2010 | - Phantom: David Shannon / John Owen-Jones (Scott Davies) - Christine: Gina Beck / Sofia Escobar - Raul: Simon Bailey / Will Barratt                                  | - Phantom: John Cudia / Hugh Panaro - Christine: Jennifer Hope Wills / Sara Jean Ford - Raul: Ryan Silverman                                      |
| 2011 | - Phantom: John Owen-Jones / Earl Carpenter - Christine: Sofia Escobar / Katie Hall - Raul: Will Barratt/Killian Donnelly                                             | - Phantom: Hugh Panaro - Christine: Sara Jean Ford/Trista Moldovan - Raul: Sean MacLaughlin/Kyle Barisich                                         |
| 2012 | - Phantom: Earl Carpenter / Peter Jöback / Marcus Lovett - Christine: Sofia Escobar / Katy Treharne / Anna O'Byrne - Raul: Killian Donnelly / Simon Thomas            | - Phantom: Hugh Panaro - Christine: Trista Moldovan / Marni Raab - Raul: Kyle Barisich                                                            |
| 2013 | - Phantom : Marcus Lovett / Geronimo Rauch - Christine: Sofia Escobar / Anna O'Byrne - Raul: Simon Thomas / Sean Palmer                                               | - Phantom: Hugh Panaro / Peter Jöback / Hugh Panaro - Christine: Marni Raab / Samantha Hill / Sierra Boggess - Raul: Kyle Barisich / Jeremy Hayes |
| 2014 | - Phantom : Geronimo Rauch - Christine: Olivia Brereton/Emmi Christensson/Harriet Jones - Raoul: Sean Palmer/Liam Tamne                                               | - Phantom: Hugh Panaro/Norm Lewis - Christine: Mary Michael Patterson/Sierra Boggess - Raoul: Jeremy Hays/Kyle Barisich                           |
| 2015 | - Phantom : Geronimo Rauch/Earl Carpenter/John Owen-Jones - Christine: Harriet Jones/Emmi Christensson/Celinde Schoenmaker - Raoul: Liam Tamne/Nadim Naaman           | - Phantom: Norm Lewis/James Barbour - Christine: Julia Udine/ - Raoul: Jeremy Hays/                                                               |
| 2016 | - Phantom: John Owen-Jones /Ben Forster - Christine: Celinde Schoenmaker/Lisa-Anne Wood/Harriet Jones - Raoul: Nadim Naaman                                           | - Phantom: James Barbour - Christine: Rachel Eskenazi-Gold/Ali Ewoldt - Raoul: Jordan Donica                                                      |
| 2017 | - Phantom : Ben Forster - Christine: Celinde Schoenmaker/Harriet Jones - Raoul: Nadim Naaman                                                                          | - Phantom: James Barbour - Christine: Ali Ewoldt/Kaley Ann Voorhees - Raoul: Jordan Donica/Rodney Ingram                                          |
| 2018 | - Phantom:Ben Lewis /Tim Howar - Christine: Kelly Mathieson/Amy Manford - Raoul: Jeremy Taylor                                                                        | - Phantom: Peter Jöback/Ben Crawford - Christine: Ali Ewoldt - Raoul: Rodney Ingram/Jay Armstrong Johnson                                         |
| 2019 | - Phantom: David Thaxton /Tim Howar - Christine: Kelly Mathieson/Amy Manford - Raoul: Jeremy Taylor                                                                   | - Phantom: Ben Crawford - Christine: Kaley Ann Voorhees/Eryn LeCroy - Raoul: Jay Armstrong Johnson                                                |
| 2020 | - Phantom: Josh Piterman - Christine: Kelly Mathieson/Bridget Costello - Raoul: Danny Withead/Alistar So                                                              | - Phantom: Ben Crawford - Christine: Meghan Picerno/Eryn LeCroy - Raoul: John Riddle                                                              |
| 2021 | - Phantom: Killian Donnelly - Christine: Lucy St. Louis/Holly-Anne Hull - Raoul: Rhys Whitfield                                                                       | - Phantom: Ben Crawford - Christine: Meghan Picerno/Emilie Kouatchou - Raoul: John Riddle                                                         |
| 2022 | - Phantom: Killian Donnelly - Christine: Lucy St. Louis/Holly-Anne Hull - Raoul: Rhys Whitfield/Matt Blaker                                                           | - Phantom: Ben Crawford - Christine: Emilie Kouatchou/Julia Udine - Raoul: Jordan Donica                                                          |
| 2023 | - Phantom: Earl Carpenter/Jon Robyns - Christine: Holly-Anne Hull - Raoul: Matt Blaker                                                                                | - Phantom: Ben Crawford/Laird Mackintosh - Christine: Emilie Kouatchou/Julia Udine - Raoul: John Riddle                                           |

#### Altre produzioni
| Anno    | Toronto |
| ------- | --- |
| 1989    | - Phantom: Colm Wilkinson - Christine: Rebecca Caine - Raoul: Byron Nease                                                             |
| 1990    | - Phantom: Colm Wilkinson - Christine: Rebecca Caine - Raoul: Byron Nease                                                             |
| 1991    | - Phantom: Colm Wilkinson - Christine: Rebecca Caine - Raoul: Byron Nease                                                             |
| 1992    | - Phantom: Ciarán Sheehan - Christine: Glenda Balkan - Raoul: Christopher Shyer                                                       |
| 1993-95 | ? |
| 1995    | - Phantom: Ciarán Sheehan - Christine: Gay Willis - Raoul: Laird Mackintosh                                                           |
| 1996    | - Phantom: Ciarán Sheehan - Christine: Glenda Balkan - Raoul: Laird Mackintosh                                                        |
| 1997    | - Phantom : Ethan Freeman - Christine: Sylvia Rhyne - Raoul: Laird Mackintosh                                                         |
| 1998    | ? |
| 1999    | - Phantom: Peter Karrie / Rene Simard / Paul Stanley / Jeff Hyslop - Christine: Glenda Balkan / Melissa Dye - Raoul: Laird Mackintosh |

| Anno                    | Australia (Melbourne / Sydney / Tour)                                                  |
| ----------------------- | -------------------------------------------------------------------------------------- |
| 1990 Melbourne          | - Phantom: Anthony Warlow / Rob Guest - Christine: Marina Prior - Raoul: Dale Burridge |
| 1991 Melbourne          | - Phantom: Anthony Warlow - Christine: Marina Prior - Raoul: Dale Burridge             |
| -                       | -                                                                                      |
| 1994 Sydney             | - Phantom: Rob Guest - Christine: Maree Johnson - Raoul : Peter Cousens                |
| 1995 Sydney             | - Phantom: Rob Guest - Christine: Maree Johnson - Raoul : Peter Cousens                |
| 1996 Sydney             | - Phantom: Rob Guest - Christine: Danielle Everett - Raoul: John Bowles                |
| 1996 Tour               | - Phantom: Rob Guest - Christine: Danielle Everett - Raoul: John Bowles                |
| 1997 Tour               | - Phantom: Rob Guest - Christine: Danielle Everett - Raoul: John Bowles                |
| 1998 Tour               | - Phantom: Rob Guest - Christine: Danielle Everett - Raoul: John Bowles                |
| -                       | -                                                                                      |
| 2007 Melbourne          | - Phantom: Anthony Warlow - Christine: Ana Marina - Raoul: John Bowles                 |
| -                       | -                                                                                      |
| 2022 Sydney & Melbourne | - Phantom: Josh Piterman - Christine: Amy Manford - Raoul: Blake Bowden                |

## Orchestra
La partitura prevede un'ampia orchestra, utilizzando una strumentazione affine a quella dell'opera lirica. Le edizioni di Londra e Broadway prevedono la presenza di non meno di 27 musicisti, con ampie sezioni di fiati e, soprattutto, di archi. Essa è composta da:
| - Fiati I: Flauto/Ottavino - Fiati II: Flauto/Clarinetto - Fiati III: Oboe/corno inglese - Fiati IV: Clarinetto/Clarinetto basso/Clarinetto piccolo - Fiati V: Fagotto | - Corno I-III - Trombas I-II - Trombone - percussioni - Tastiera I-II: Pianoforte, Sintetizzatore | - Violini I-VII - Violas I-II - Violoncellos I-II - Contrabbasso - Arpa |

Inoltre è previsto un ampio uso del sintetizzatore e di strumenti elettronici (le cui tracce sono generalmente pre-registrate).
Sono presenti anche tracce vocali già registrate, come tutte le parti cantate fuori scena dal Fantasma e i vocalizzi finali nella canzone "The Phantom of the Opera" sono quasi sempre preregistrati dalla stessa cantante ed eseguiti in playback.

## Incisioni discografiche
- The Phantom of the Opera - Original 1986 London Cast (1987): Dir. Carol Reed; con Michael Crawford, Sarah Brightman, Steve Barton, Rosemary Ashe. Prima posizione nella Official Albums Chart per 3 settimane ed in Nuova Zelanda per 5 settimane, seconda in Australia ed Austria e quinta in Svezia con 21 dischi di platino e 2 dischi d'oro.
- Highlights from The Phantom of the Opera - the Original London Cast (1987): Id. Terza posizione in Austria e quarta in Nuova Zelanda.
- Das Phantom der Oper - Original Wien Cast (1990): Con Alexander Goebel; Luzia Nistler; Alfred Pfeifer. Prima posizione in Austria e disco di platino.
- The Phantom of the Opera - Highlights from 1989 Canadian Cast (1990): Con Colm Wilkinson, Rebecca Caine, Byron Nease. Otto dischi di platino.
- Das Phantom der Oper - Original Hamburg Cast (1990): Con Peter Hoffman, Anna Maria Kaufmann, Hartwig Rudolz. Posizione n° 24 in Germania dove rimane per 78 settimane in classifica. Tre dischi di platino.
- Songs from The Phantom of the Opera and Other Hits (1994): Dir. Andrew Lane; con Graham Bickley, Claire Moore, John Barrowman.
- Songs from Andrew Lloyd Webber' s The Phantom of the Opera(1996): Dir. John O. Edwards; con Ethan Freeman, Claire Moore, John Barrowman.
- The Phantom of the Opera- 1999 Japanese Cast (1999):Con Yuichiro Yamaguchi, Rumi Iryo, Daisuke Yanase's.
- El Fantasma de la Opera (2002): Con Juan Navarro, Irasema Terrazas, Jose Joel, Tatiana Marouchtchak, Laura Morelos, Luis Rene Aguirre, Luis Miguel Lombana, Tere Cabrera, Javier Cortes.
- The Phantom of the Opera- Movie Soundtrack (2004): Dir. Simon Lee; con Emmy Rossum, Gerard Butler, Patrick Wilson, Jennifer Ellison, Ciarán Hinds, Simon Callow, Margareth Preece, Miranda Richardson, Minnie Driver.
- The Phantom of the Opera- Movie Soundtrack - Special Extended Edition (2004): Id.
- Il Fantasma dell'Opera (2004): Dir. Simon Lee. con Renata Fusco, Luca Velletri, Pietro Pignatelli.
- Highlights From The Phantom of the Opera: Con Michael Heath, Kira Bronte, Nigel Romley.
- The Phantom of the Opera Live Royal Albert Hall: Con Ramin Karimloo, Sierra Boggess e Hadley Fraser.

## Accoglienza
Fiore all'occhiello della Really Useful Group, il Fantasma rappresenta senza dubbio uno dei più eclatanti successi commerciali nella storia del teatro moderno.
Benché sia oggi considerato un classico del suo genere e sia generalmente accettato come un musical di qualità e di grande importanza storica, alla sua uscita, tanto a Londra quanto a Broadway, ottenne recensioni discordanti. Pur ammirando la qualità delle musiche e la spettacolarità della messinscena, diversi critici lamentarono una sostanziale vacuità nella storia e una certa ripetitività nella partitura. In particolare, fece scalpore la dura stroncatura del celebre critico del New York Times Frank Rich, noto nell'ambiente per la grande influenza delle sue opinioni sul successo o il fallimento di uno show (a tutt'oggi, la recensione del Fantasma resta una delle pochissime, e più celebri, "sviste" di Rich).
Anche la regia di Prince, sebbene amata ed applaudita dal pubblico sin dall'inizio, subì le riserve di molti critici per la messinscena giudicata spesso eccessivamente barocca e pletorica.
I critici più avversi dovettero comunque ben presto arrendersi allo straordinario successo di pubblico dello spettacolo, che ottenne tre Olivier Awards, sei Tony Awards, sei Drama Desk Awards e tre Outer Critics Circle Awards.
A Londra, l'Her Majesty's Theatre lo rappresenta ininterrottamente dal 1986 (con oltre 9.000 rappresentazioni), raggiungendo, in oltre vent'anni, un pubblico totale di circa 52 milioni di persone ed un incasso di 900 milioni di sterline (cifre superate, seppur di poco, dal musical Les Miserables).
L'edizione di Broadway replica il successo dell'originale londinese, mantenendo per diversi anni il primato degli incassi. Per ben tre anni, lo spettacolo ottiene ininterrottamente il tutto esaurito (con 1637 posti a sedere venduti ogni sera), continuando a mantenere una media annuale superiore al 95% di biglietti venduti per ben nove anni (record tuttora insuperato).
Nei primi anni del nuovo millennio, tuttavia, la concorrenza di spettacoli della nuova generazione (The Lion King, Wicked) ha portato ad un calo delle vendite, facendo ipotizzare la chiusura dello show (che nel 2002 tocca il suo picco negativo con il 78% di biglietti venduti e 28.932.348 dollari di incasso annuo). La versione cinematografica del 2004 sembra tuttavia aver dato una nuova spinta allo spettacolo, che nel 2006 ha raggiunto un incasso annuo di 40.790.346 dollari. Il 9 gennaio di quell'anno l'edizione newyorkese supera il record di 7.486 repliche detenuto da Cats, diventando il musical di maggior durata nella storia di Broadway. Lo spettacolo, superata la crisi dell'inverno 2007/2008 (difficile semestre che ha portato alla chiusura di diversi spettacoli), ha conosciuto un nuovo boom delle vendite (grazie anche alla decisione dei produttori di non aumentare i prezzi dei biglietti, stabili al prezzo medio di circa 65 dollari), che ha costretto il teatro ad aumentare il numero di posti a sedere.
Lo spettacolo, che mantiene saldamente un incasso settimanale tra i primi dieci di Broadway, nel 2009 ha raggiunto il suo massimo incasso annuo ($42,452,119) ed ha superato, al 31 dicembre 2010, i 750 milioni di dollari di incasso complessivo.
Le edizioni nazionali e le tournée realizzate a partire dal 1989 hanno sempre ottenuto un riscontro favorevole di critica e pubblico, mantenendo ovunque un considerevole successo commerciale (anche se non sempre ai livelli delle produzioni principali). Lo spettacolo è stato messo in scena in 124 città e in 25 diverse nazioni.
Al luglio 2008, The Phantom of the Opera conta oltre 65.000 repliche in tutto il mondo ed un incasso totale di oltre 5 miliardi di dollari, (superando quindi anche film quali Titanic e l'intera trilogia de Il signore degli anelli), che lo rende l'opera di maggior successo in assoluto nella storia dello spettacolo mondiale.

## Controversie
Nel 1987 gli eredi di Giacomo Puccini sono ricorsi per vie legali in quanto più passaggi di "Music of the Night" assomigliano molto a un passaggio giá presente in "Quello che tacete" dell'opera di Puccini La fanciulla del West. La disputa è stata risolta all'esterno delle vie giudiziarie per un ammontare non rivelato.
Nell'album Amused to Death del musicista Roger Waters, nel brano It's A Miracle, è inserito un riferimento ad Andrew Lloyd Webber ritenuto colpevole - secondo Waters - di aver plagiato un tema da una sezione di Echoes tratta dall'album dei Pink Floyd Meddle del 1971 per il suo The Phantom of the Opera..
Waters ha evitato di intraprendere azioni legali, liquidando la vicenda e dichiarando: "Life's too long to bother with suing Andrew fucking Lloyd Webber."

## Riconoscimenti

### West End
Olivier Award 1986
- Miglior nuovo musical (Vinto)
- Miglior attore in un musical – Michael Crawford (Vinto)
- Miglior scenografia – Maria Björnson (Nominato)

Olivier Award 2002
- Show più popolare dell'anno (Vinto)

### Broadway
Tony Awards 1988
- Migliore Musical (Vinto)
- *Miglior colonna sonora originale(Nominato)
- Migliore libretto di un Musical (Nominato)
- Miglior attore in un musical – Michael Crawford (Vinto)
- Miglior attrice non protagonista – Judy Kaye (Vinto)
- Migliore regia di un Musical – Harold Prince (Vinto)
- Migliore Scenografia - Maria Björnson (Vinto)
- Migliori Costumi - Maria Björnson (Vinto)
- Migliore Lighting Design - Andrew Bridge (Vinto)
- Migliori coreografie - Gillian Lynne (Nominato)

 Drama Desk Award 1988
- Miglior nuovo musical (nominato)
- Miglior attore in un musical – Michael Crawford (Vinto)
- Miglior attrice in un musical – Sarah Brightman (Nominato)
- Miglior regia di un musical – Harold Prince (Vinto)
- Miglior colonna sonora di un musical – Andrew Lloyd Webber (Vinto)
- Migliori orchestrazioni – David Cullen e Andrew Lloyd Webber (Vinto)
- Miglior scenografia - Maria Björnson (Vinto)
- Migliori costumi - Maria Björnson (Vinto)
- Migliori Lighting Design – Andrew Bridge (Vinto)